# 1805

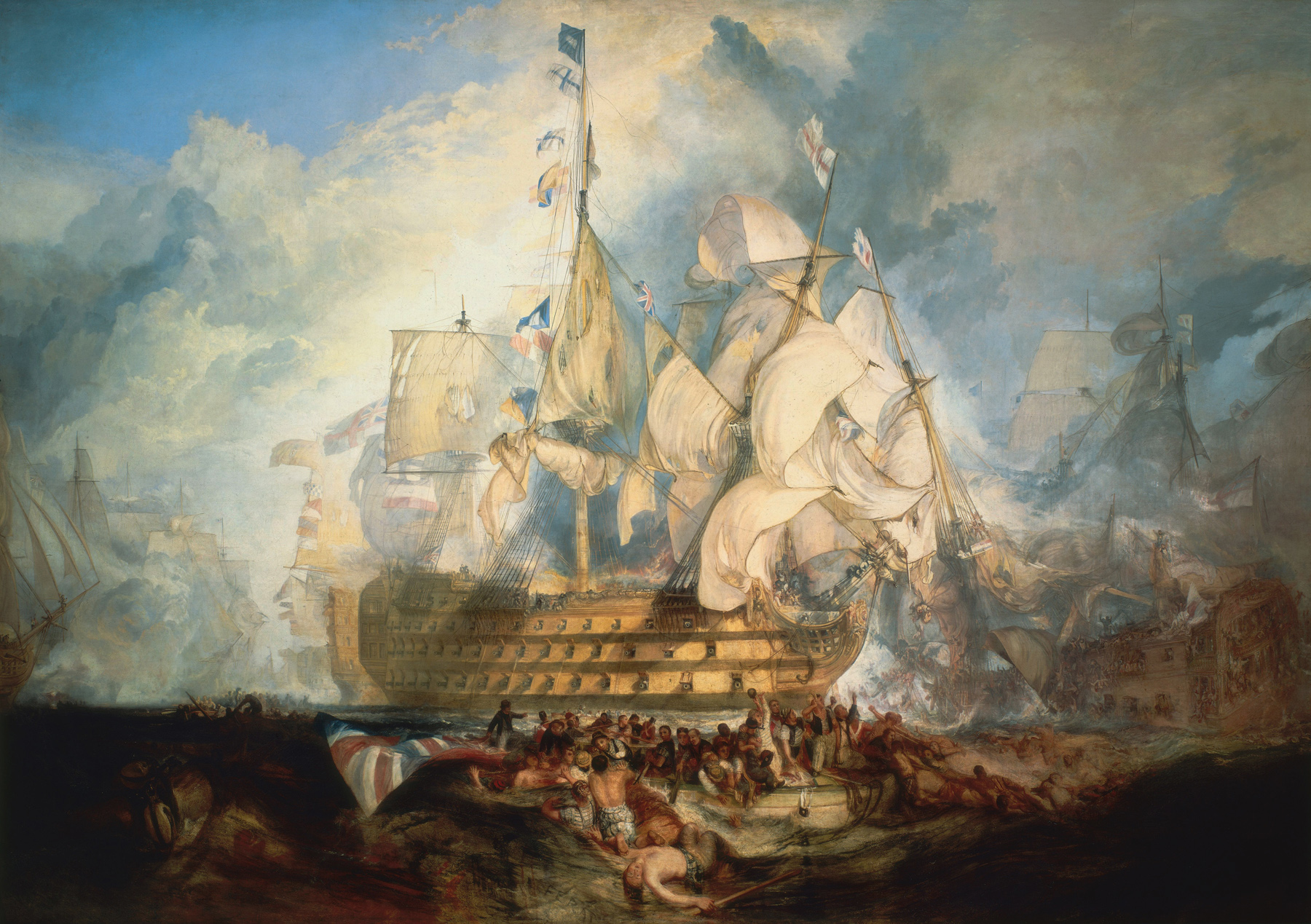
Slag bij Trafalgar

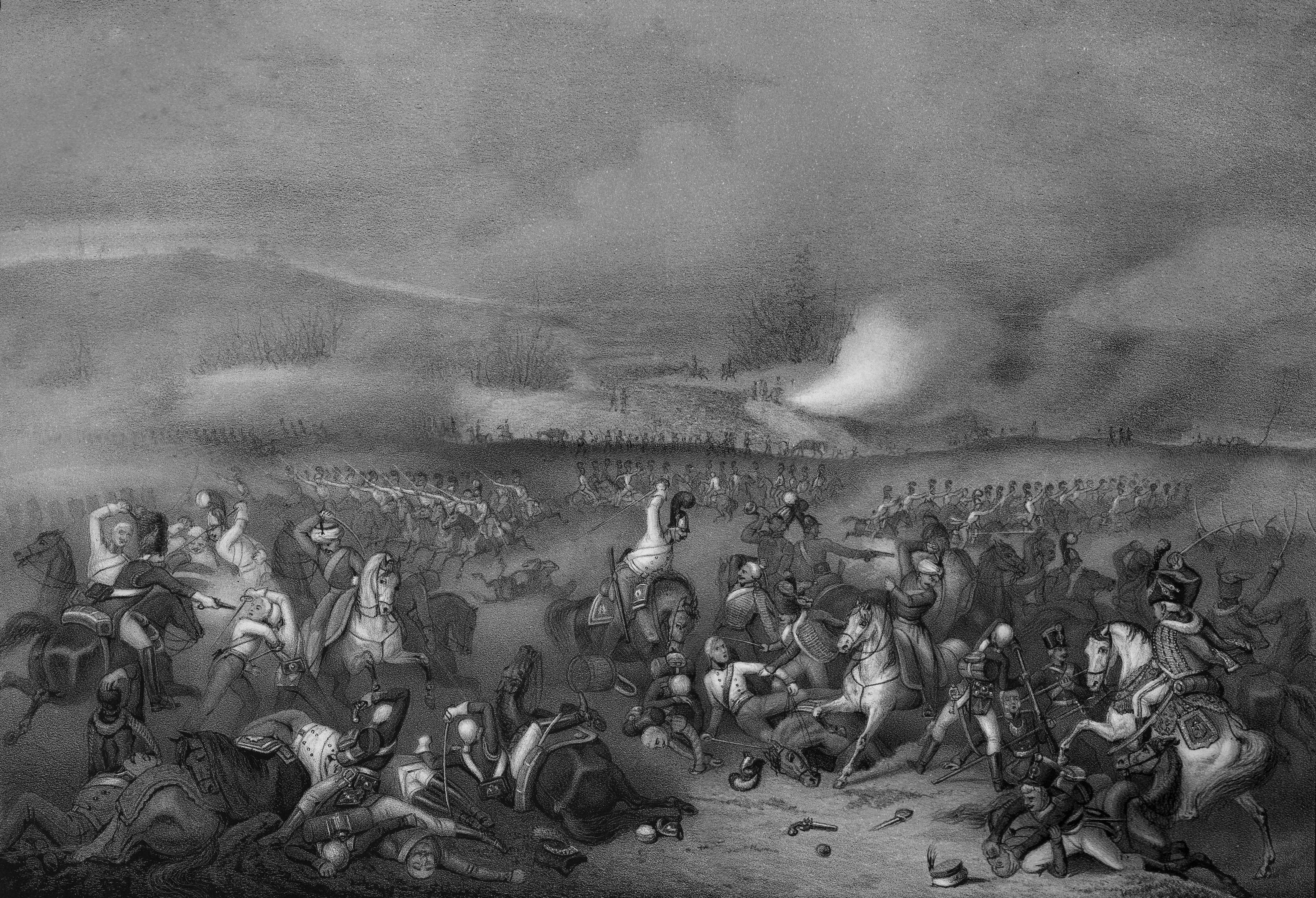
Slag bij Austerlitz

Het jaar 1805 is het 5e jaar in de 19e eeuw volgens de christelijke jaartelling.

## Gebeurtenissen
januari
- 1 en 2 - Op de ijsbaan achter de Prinsentuin in Leeuwarden worden schaatswedstrijden voor vrouwen gehouden. Voor zo'n 15.000 toeschouwers wint Trijntje Pieters Westra, de dochter van een veldwachter uit Poppenwier.
- 11 - Het Michigan Territorium wordt gesticht.

februari
- 13 - De Waaldijk tussen Bemmel en Ochten bij Weurt breekt waardoor een watersnood ontstaat.
- 27 - De kathedrale kerk Notre-Dame van Parijs wordt verheven tot basiliek.

april
- 27 - Amerikaanse mariniers vallen samen met de Berbers de stad Derna in Tripolitanië aan (The "shores of Tripoli").
- 29 - De ambassadeur in Parijs, Rutger Jan Schimmelpenninck wordt door Napoleon aangesteld als raadpensionaris van de Bataafse Republiek.
- Derde Coalitie van Engeland, Rusland en Oostenrijk.

mei
- 26 - In de Kathedraal van Milaan wordt Napoleon Bonaparte tot koning van Italië gekroond.

juni
- 3 - De Eerste Barbarijse Oorlog tussen Tripoli en de Verenigde Staten wordt beëindigd.
- 5 - Frankrijk annexeert de Ligurische Republiek.
- 7 - Eugène de Beauharnais wordt benoemd tot onderkoning van Italië.
- Zweden verklaart Frankrijk de oorlog.
- De Lewis en Clark Expeditie begint zijn tocht door Noord-Amerika.

juli
- 26 - De regerende dynastie in Hohenlohe-Neuenstein-Öhringen sterft uit. Er breekt een successiestrijd uit tussen de andere takken van Hohenlohe-Neuenstein.

augustus
- 27 - Napoleon geeft de Grande Armée ("het Grote Leger"), bestaande uit ongeveer 170.000 man, het bevel om te marcheren naar de Rijn. Het Franse leger bestaat uit zes korpsen en wordt per korps ondersteund door 36 tot 40 kanonnen. Napoleon geeft Maarschalk Joachim Murat de opdracht om met zijn cavaleriekorps (ongeveer 20.000 man) de opmars van de Oostenrijkers in Beieren te verkennen en schermutselingen uit te lokken.
- 28 - Het graafschap Ortenburg sluit een ruilverdrag met het keurvorstendom Beieren. Het graafschap wordt aan Beieren afgestaan in ruil voor het ambt Tambach (voormalig prinsbisdom Würzburg) en een deel van het ambt Seßlach. Het nieuwe graafschap krijgt de naam Ortenberg-Tambach.

september
- 7 - In Suriname breekt muiterij uit bij enkele posten van het Cordon van Defensie. Ongeveer 80 opstandige Redi Musu verlaten het korps en vestigen zich aan de bovenloop van de Marowijne.
- 24 - De Franse strijdmacht staat rond Ulm tegenover het Oostenrijkse leger, verspreid tussen Straatsburg en Weissenburg.
- 26 - De Gecedeerde Landen worden bij het Bataafs Gemenebest gevoegd.

oktober
- 17 - Begin van de Slag bij Ulm. Na drie dagen heeft Napoleon het Oostenrijkse leger verslagen.
- 21 - De Zeeslag bij Trafalgar, Horatio Nelson verslaat een Frans-Spaanse vloot.

november
- 13 - Inname van Wenen door Frankrijk.
- november - De expeditie van Lewis en Clark bereikt de Stille Oceaan.

december
- 2 - Slag bij Austerlitz: Napoleon verslaat de Oostenrijkse en Russische legers
- 15 - Geheim verdrag te Wenen tussen Frankrijk en Pruisen. Pruisen staat aan Frankrijk af het vorstendom Ansbach, het hertogdom Kleef en het vorstendom Neuchâtel. Pruisen mag daarvoor het keurvorstendom Hannover bezetten. De koning van Pruisen ratificeert dit verdrag niet.
- 21 - Er wordt een nieuwe scheiding tussen Holland en Bataafs-Brabant gemaakt. Voortaan loopt deze van Willemstad door het Hollands Diep en de Biesbosch naar Heusden.
- 26 - Vrede van Presburg.

## Muziek
- Antonio Salieri componeert de Missa in Re-minore

## Bouwkunst

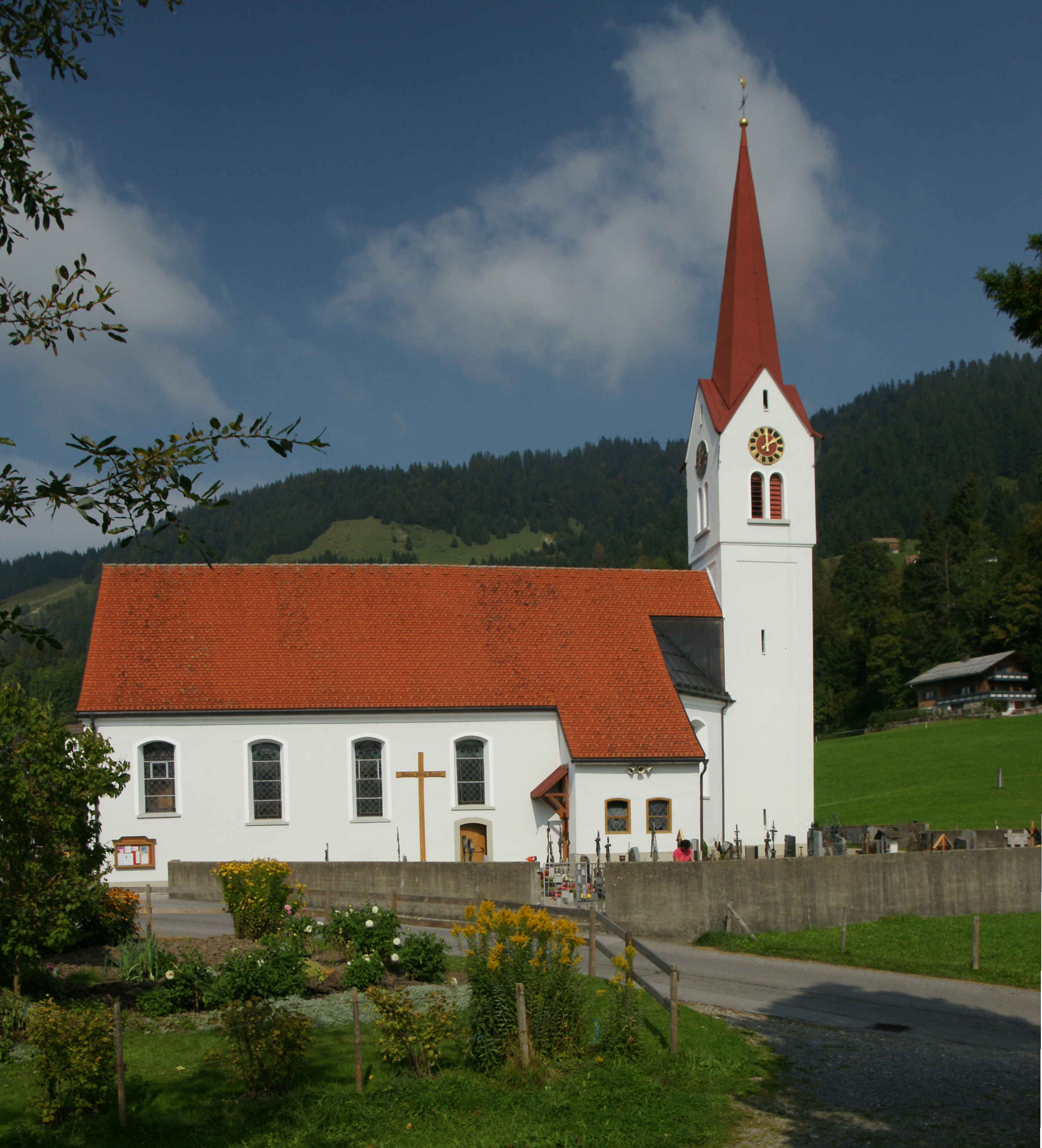
Sibratsgfäll, Vorarlberg

## Geboren
februari
- 3 - Otto Theodor von Manteuffel, conservatief Pruisisch staatsman (overleden 1882)
- 4 - Maria De Mattias, Italiaans ordestichtster en heilige (overleden 1866)

maart
- 3 - Jonas Furrer, Zwitsers politicus (overleden 1861)
- 6 - Vittoria Caldoni, Italiaans schildersmodel (overleden eind 19e eeuw)

april
- 2 - Hans Christian Andersen, Deens schrijver (overleden 1875)

mei
- 23 - Georgiana Molloy, Britse pionierster en botanicus in West-Australië (overleden 1843)

juli
- 29 - Alexis de Tocqueville, Frans aristocraat, politiek filosoof en socioloog, historicus en staatsman (overleden 1859)

augustus
- 4 - William Rowan Hamilton, Iers-Brits filosoof, wis- en natuurkundige (overleden 1865)

september
- 17 - Roelof Hendrik Graadt Jonckers, Nederlands predikant en schrijver (overleden 1866)

november
- 1 - Jacobus Groenendaal, Nederlands-Vrijstaats politicus (overleden 1860)
- 19 - Ferdinand de Lesseps, Frans bedenker en bouwer van het Suezkanaal (overleden 1894)

datum onbekend
- Pieter Frederik Waldeck, officier van gezondheid in het Nederlands Indisch Leger (overleden 1880)

## Overleden
januari
- 23 - Claude Chappe (41), Frans uitvinder (semafoor)

maart
- 9 - Felice Fontana (74), Italiaans natuurwetenschapper en anatoom
- 21 - Jean-Baptiste Greuze (79), Frans kunstschilder

april
- 1 - Emerico Lobo de Mesquita (58), Braziliaans componist, muziekpedagoog, dirigent en organist
- 29 - Lorenz Pasch de Jongere (72), Zweeds kunstschilder

mei
- 9 - Friedrich von Schiller (45), Duits dichter en schrijver
- 25 - William Paley (61), Brits filosoof
- 28 - Luigi Boccherini (62), Italiaans cellist en componist

juni
- 20 - Pieter Pijpers (55), Nederlands dichter en toneelschrijver

juli
- 10 - Thomas Wedgwood (34), Brits uitvinder (fotografie)

oktober
- 21 - Horatio Nelson (47), Brits admiraal

december
- 6 - Nicolas-Jacques Conté (50), Frans schilder en uitvinder van onder meer het grafietpotlood
- 27 - Belle van Zuylen (65), Nederlands schrijfster